# Janusz Morgenstern
Janusz "Kuba" Morgenstern, né le 16 novembre 1922 à Mikulińce (non loin de Tarnopol, aujourd'hui en Ukraine occidentale) et mort le 6 septembre 2011 à Varsovie, est un cinéaste polonais, réalisateur et producteur,. 

## Biographie

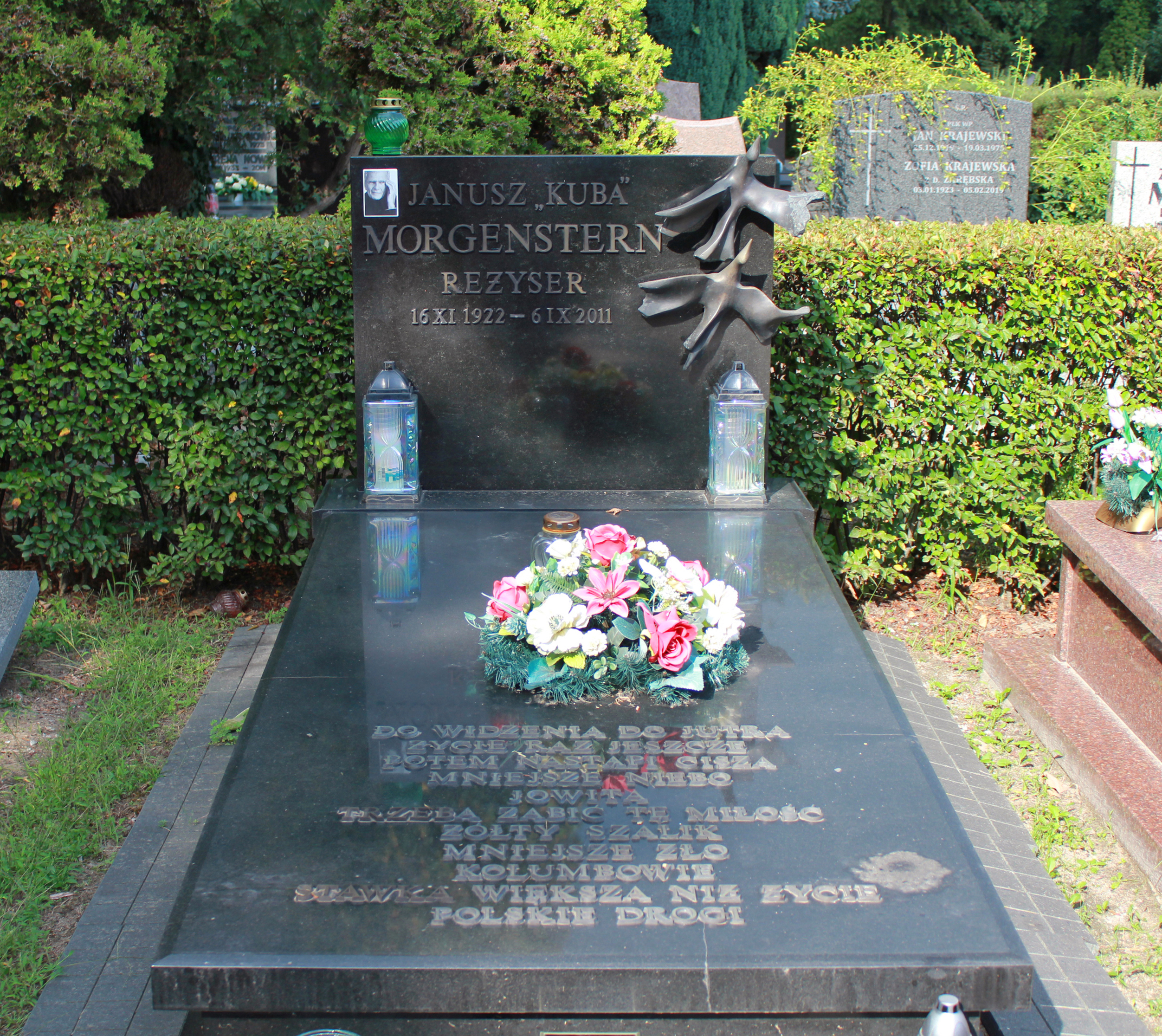
La tombe de Morgenstern au Cimetière militaire de Powązki à Varsovie avec sa photo et une liste de ses films les plus célèbres

Janusz Morgenstern est diplômé en 1954 de l’École nationale de cinéma de Łódź. Il commence sa carrière comme assistant d’Andrzej Wajda pour Ils aimaient la vie (Kanał en 1957). 
Il est second metteur en scène de La dernière charge (Lotna), Une fille a parlé (Pokolenie) et Cendres et Diamant du même Wajda (1958).
Dans les années 1960, il tourne pour la télévision polonaise des feuilletons qui le rendent très populaire : Stawka większa niż życie (coréalisé avec Andrzej Konic, série en 18 épisodes qui retrace les aventures de Hans Kloss, officier des renseignements polonais sous uniforme de l'Abwehr pendant la Seconde Guerre mondiale) et Kolumbowie, puis Polskie drogi.
Il met en scène plusieurs pièces de théâtre pour la télévision, notamment Arsenic et vieilles dentelles de Joseph Kesselring.
À partir de 1990, il est essentiellement producteur.

## Distinctions et honneurs
- Aigle du meilleur film de la Polska Akademia Filmowa en 2005 pour L'Huissier (Komornik).
- Orły spécial pour l'ensemble de sa carrière en 2008.
- Croix de Commandeur avec étoile de l'Ordre Polonia Restituta en 1997.
- Médaille d'or du Mérite culturel polonais Gloria Artis en 2005.

## Filmographie

### en tant que réalisateur
(22 films comme réalisateur, 5 films comme assistant réalisateur / second metteur en scène)
- 1954 : Rzodkiewki (Les radis)
- 1955 : Opowieść atlantycka (Récit atlantique) (assistant réalisateur)
- 1957 : Prawdziwy koniec wielkiej wojny (La fin véritable de la Grande Guerre) (assistant réalisateur)
- 1957 : Ils aimaient la vie (Kanal) (assistant réalisateur)
- 1958 : Une fille a parlé (Pokolenie) (assistant réalisateur)
- 1958 : Cendres et Diamant (premier assistant réalisateur)
- 1959 : La dernière charge (Lotna) (assistant réalisateur)
- 1960 : Do widzenia, do jutra (Au revoir à demain)
- 1960 : Przygoda w terenie (Aventure de terrain)
- 1961 : Ambulans (L’ambulance)
- 1962 : Jutro premiera (Demain c’est la première)
- 1964 : Dwa żebra Adama (Les deux côtes d’Adam)
- 1964 : Leon Kruczkowski (télévision)
- 1964 : Tadeusz Kulisiewicz (télévision)
- 1965 : Zycie raz jeszcze (Une nouvelle vie)
- 1966 : Potem nastąpi cisza (Ensuite c’est le silence)
- 1967 : Stawka większa niż życie (Série télévisée) 1er épisode en 1967, avec Andrzej Konic
- 1967 : Jowita (Jovita)
- 1967 : Wiem kim jesteś (Je sais qui tu es)
- 1970 : Kolumbowie (Série télévisée)
- 1972 : Dama pikowa (La dame de pique) (télévision)
- 1972 : Trzeba zabić tę miłość (Il faut abattre cet amour) scénario : Janusz Głowacki
- 1974 : S. O. S. (série télévisée)
- 1976 : SPolskie drogi (série télévisée)
- 1980 : Godzina 'W' (L’heure W)
- 1981 : Mniejsze niebo (Un ciel plus petit)
- 1987 : Biały smok (Le dragon blanc)
- 2000 : Zólty szalik (L’écharpe jaune) (télévision)
- 2009 : Mniejsze zło (Le moindre mal)

### en tant que producteur
(28 films, téléfilms et feuilletons télévisés)
- 1990 : Europa Europa (Agnieszka Holland)
- 1990 : Korczak (Andrzej Wajda)
- 1991 : Femina (Piotr Szulkin)
- 1993 : Kolos (Le colosse)
- 1995 : Zolotoïe dno/Złote dno  (coproduction russo-polonaise)
- 1996 Panna Nikt (Mademoiselle Rien) (Andrzej Wajda)
- 1998 Ciemna strona Wenus (La face cachée de Vénus) (Radosław Piwowarski)
- 1998 Złoto dezerterów (L’or des déserteurs) (Janusz Majewski)
- 1999 "Palce lizać" Série télévisée (1999)
- 2000 Chłopaki nie płaczą (Les garçons ne pleurent pas) (Olaf Lubaszenko)
- 2000 Duże zwierze
- 2000 Noc świętego Mikołaja (La nuit de la Saint-Nicolas) (télévision) (Janusz Kondratiuk)
- 2000 Zółty szalik (L'écharpe jaune) (télévision)
- 2001 Poranek kojota (Le matin du coyote)
- 2001 Requiem
- 2002 W kogo ja się wrodziłem? (télévision)
- 2002 Zemsta (La vengeance)
- 2003 Biała sukienka (télévision)
- 2004 Długi weekend (télévision)
- 2004 Królowa chmur (La reine des nuages) (télévision)
- 2005 : Barbórka (télévision)
- 2005 : Komornik (L’huissier) (Feliks Falk)
- 2005 : Piekło, niebo (L’enfer, le ciel) (télévision) (Natalia Koryncka-Gruz)
- 2006 : Czeka na nas świat (Le monde nous attend)
- 2006 : Przybyli ulani (télévision)
- 2008 : Stary człowiek i pies (Le vieil homme et le chien)
- 2009 : Mniejsze zło (Le moindre mal)
- 2011 : Róża (La rose)

### en tant que scénariste
(5 films)